# سعید مالک
سعیدخان لقمان‌الملک (۱۲۶۷ تبریز - ۱۳۵۰) که نام خانوادگی مالک برگزید، پزشک، وزیر بهداری و سناتور دوره پهلوی بود. سازمان و تشکیلات وزارت بهداری را او پایه‌گذاری کرد. ضمنا او استاد اعظم لژ فراماسونری فرانسه در ایران بود.

## طبابت
پدرش میرزا عیسی خان امین مالیه تبریز و مادرش دختر میرزا محمد فخرالطبای کنی‌ حکیم‌باشی مظفرالدین شاه قاجار 
و دایی‌اش زین‌العابدین ادهم بود. در مدرسه لقمانیه و مدرسه فرانسویها در تبریز درس خواند و در سال ۱۲۸۴ برای تحصیل در پزشکی راهی پاریس شد. در سال ۱۲۹۰ به ایران بازگشت و با درجه سلطانی (سروانی) به عنوان پزشک وارد خدمت ژاندارمری شد. در سال ۱۲۹۸ احمدشاه به او لقب لقمان‌الملک داد. در سال ۱۳۰۰ درجه کلنلی (سرهنگی) گرفت و سال بعد رئیس بهداری ارتش شد. در ۵ تیر ۱۳۰۱ به فرمان سردار سپه وزیر جنگ و فرمانده کل قشون به ریاست صحیه کل قشون منصوب شد.
در پانزدهم اسفند ۱۳۰۶ حسین سمیعی وزیر داخله کلنل سعید خان را به عنوان معاون فنی خود و رئیس اداره کل صحیه معرفی کرد. در آن زمان ایران وزارت بهداشت نداشت و این اداره مسئولیت بهداری کشور را عهده‌دار بود.
کلنل سعید خان در نخستین گام، برای بهبود و توسعه مریضخان دولتی تهران (بیمارستان سینای کنونی) گام برداشت و در نهم اردیبهشت ۱۳۰۷ بودجه سالیانه دوازده هزار تومان برای استخدام یک پزشک آلمانی یا فرانسوی گرفت که این بیمارستان را مدیریت کند. او خودش سال‌ها رئیس بخش اورولوژی این بیمارستان بود.

## وزارت
کلنل سعید خان سالها در سمت مدیرکل صحیه ماند تا اینکه محمد ساعد نخست‌وزیر شد و او را به در هفدهم فروردین ۱۳۲۳ به عنوان وزیر بهداری به مجلس معرفی کرد. در شهریور آن سال ساعد زیر فشار مجلس ناچار شد ترکیب کابینه‌اش را تغییر دهد و با اینکه مجلس از مالک راضی بود، ناچار شد او را هم کنار بگذارد.
سهام‌السلطان بیات که پس از ساعد روی کار آمد، دکتر مالک را دوباره در پنجم آذر ۱۳۲۳ به عنوان وزیر بهداری به مجلس معرفی کرد. او در دولت‌ حکیم‌الملک جای خود را به امین‌الملک مرزبان داد اما در دولت بعدی که صدرالاشراف تشکیل داد، به وزارت بهداری بازگشت و در دولت دوم حکیم‌الملک نیز در همین سمت ماند. بنای سازمان و تشکیلات امروزی وزارت بهداری را او در همین دوره‌های وزارت متناوبش گذاشت.
در دی ۱۳۲۶ که حکیم‌الملک برای بار سوم نخست‌وزیر شد، دوباره مالک را وزیر بهداری کرد. با تشکیل مجلس سنای ایران در سال ۱۳۲۸ دکتر مالک به نمایندگی این مجلس انتخاب شد و تا دوره پنجم در این مجلس ماند. مدتی نیز نایب رئیس سنا بود و در دوره‌های چهارم و پنجم به عنوان سالخورده‌ترین سناتور، هنگام گشایش مجلس، رئیس سنی سنا می‌شد.
دکتر سعید مالک علاوه بر مشاغل اداری، ۳۵ سال در مدرسه طب و دانشکده پزشکی دانشگاه تهران تدریس کرد و در اواخر، استاد ممتاز شد. مدتی نیز نایب رئیس جمعیت شیر و خورشید سرخ بود. او نزدیک به سی سال از جراحان درجه اول تهران بود و با وجود مشغله زیاد، عصرها در مطب از بیماران عیادت می‌کرد.